# Schedophilus huttoni
Schedophilus huttoni är en fiskart som först beskrevs av Waite, 1910.  Schedophilus huttoni ingår i släktet Schedophilus och familjen svartfiskar. Inga underarter finns listade i Catalogue of Life.